# Wetzlar
Wetzlar je grad na obalama rijeke Lahn u Hessenu, Njemačka. Prema stanju krajem 2007. godine, imao je 51.934 stanovnika.

### Gradovi partneri
- Avignon, Francuska
- Colchester, Ujedinjeno Kraljevstvo
- Siena, Italija
- Písek, Češka
- Schladming, Austrija
- Ilmenau, Njemačka
- Neukölln, Njemačka
- Windhoek, Namibija

## Vanjske poveznice
- Službena stranica

### Ostali projekti
|  | Zajednički poslužitelj ima još gradiva o temi Wetzlar |